# 梅谷光貞

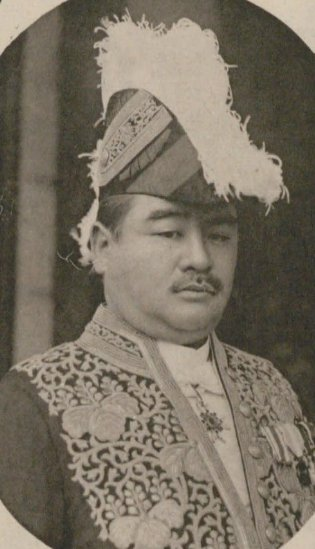
梅谷光貞

梅谷 光貞（うめたに みつさだ、1880年〈明治13年〉12月2日 - 1936年〈昭和11年〉9月27日）は、日本の内務・警察官僚。官選県知事。

## 略歴
兵庫県養父郡畑村（現・養父市）で、梅谷伊平の長男として生まれる。第一高等学校を卒業。1908年、東京帝国大学法科大学法律学科（独法）を卒業。同年11月、文官高等試験行政科試験に合格。1909年1月、内務省に入省し警視庁警部となる。
1910年（明治43年）11月、警視庁警視に昇進。以後、岩手県警察部長、栃木県警察部長等、警察畑の要職を歴任した。1916年6月、台湾総督府に転出し、警視・民政部警察本署保安課長に就任。その後、警察官及司獄官練習所長事務取扱、台北庁長、総督府事務官、兼参事官、新竹州知事などを歴任。
1923年（大正12年）2月、山梨県知事として帰国。1920年（大正11年）7月には朝香宮が南アルプス登山を行うと、山梨県内では山岳会結成の機運が高まり、1924年（大正13年）6月11日には甲斐山岳会（後の山梨県登山連盟・山梨県山岳連盟）が発足した。梅谷は同会の総裁となり、会長に若尾金造、副会長に石塚末吉が就任した。富士北麓などの開発、山系の縦走路の改修などを行い、観光山梨の基礎を築いた。
1924年（大正13年）6月、長野県知事に就任。在任中に川井訓導事件が発生。
さらに自らの失政から警廃事件を招き、1926年（大正15年）7月18日には、知事公館に押し寄せた群衆から暴行を受けた。同年8月、依願免本官となり退官した。
免官後は、海外移民組合連合会専務理事としてブラジル移民事業を指導した。満洲事変後、陸軍省嘱託として関東軍特務部に勤務し、満洲移民計画の立案にあたった。